# Штар, Рустам
Рустам Штар (настоящая фамилия — Плёнкин; род. 6 мая 1972, Москва, СССР) — российский певец, музыкант.
Семейное положение: женат. Имеет троих детей.
Образование: высшее юридическое, музыкальное — Российская академия музыки имени Гнесиных.
Рустам Штар — фронтмен группы «Штар», образованной в 1994 году. Идейный вдохновитель группы — Иосиф Кобзон, который сотрудничал и дружил с Плёнкиным:
на протяжении нескольких лет Рустам Штар являлся его помощником по депутатской деятельности в ГД РФ.

## История группы
Группа «Штар» позиционировалась как цыганская, хотя цыганское происхождение лишь у её лидера. Название группы по-цыгански обозначает «четыре» и родилось как символ, обозначающий изначальное количество участников, и остаётся неизменным независимо от состава группы.
Рустам Плёнкин организовал группу «Штар» в 1994 году после окончания академии имени Гнесиных.
Музыкальный стиль группы «Штар» сами участники определяют как сплетение джаза, рока, фламенко и латиноамериканской музыки.
Алла Пугачёва сразу оценила огненную страсть цыганской музыки, услышав песни «Штара» во время студийной записи первого сингла группы. Алла Борисовна пригласила Рустама поучаствовать в «Рождественских встречах».
Александр Розенбаум и Тамара Гвердцители творчески постоянно поддерживают коллектив, лидером которого бессменно является Рустам Штар.
Точкой отсчёта в творчестве группы «Штар» стало выступление в концертном зале «Россия», после которого к группе пришла слава и популярность.
Группа «Штар» заключила контракт с музыкальной компанией «Пилигрим». Дебютный альбом группы «Её глаза» был записан за 96 часов.
Потом началась работа над вторым альбомом «Красное платье». Многие композиции из этого сборника стали хитами. Видеоклипы «Дорогая» и «Красное платье» транслировались по центральным каналам российского телевидения.
Группа «Штар» хорошо известна не только в России, но и за рубежом. Они часто собирают стадионы и концертные залы в Португалии, Германии, Америке, Бразилии.
В январе 2010 года Рустам Штар открывает первую в России цыганскую школу искусств.
В 2012 году группа выступает на «Русском благотворительном балу», который прошёл в Люксембурге, по личному приглашению Всеволода Ямпольского — создателя и организатора «Русских благотворительных балов» в Люксембурге.
В 2010-е Рустам Плёнкин начинает сольную карьеру, группа «Штар» была преобразована в аккомпанирующий коллектив, а её название стало сценической фамилией певца.
В апреле 2014 года Рустам Штар выпускает первый сольный альбом «На краю одиночества», в котором звучит его дуэт с Тамарой Гвердцители «По первому снегу». Американский композитор Марк Тайтлер принял участие в записи нового альбома, над которым Рустам Штар работал в течение 5 лет.

## Состав группы
- Дмитрий Патарая (гитара)
- Михаил Иванов (соло-гитара)
- Ярослав Оболдин (бас-гитара)
- Антон Ракша (клавиши)
- Вячеслав Сердюков (ударные)
- Николай Вербицкий

## Дискография
- «Её глаза» (1996)
- «Красное платье» (1998)
- «Алое сердце» (2006)
- «История одной любви» (2009)
- «На краю одиночества» (2014)